# Cyd Gray
Cyd Gray (Nascido em 21 de novembro de 1973, em Scarborugh) é um jogador de futebol trinitário. Jogou a Copa da Alemanha, em 2006.